# Distretto di Karbi Anglong
Il distretto di Karbi Anglong è un distretto dello stato dell'Assam in India. Il suo capoluogo è Diphu.